# Hyposypnoides pulverosa
Hyposypnoides pulverosa là một loài bướm đêm trong họ Noctuidae.